# Scorpiurus minimus
Scorpiurus minimus, jedna od tri vrstedvosupnica u rodu crveni mač, porodica mahunarki. Možda je samo biotip koji raste na Kavkazu i sinonim za vrstu Scorpiurus muricatus.

## Sinonimi
- Scorpiurus subvillosa var. breviaculeata Batt. & Trab.